# 呉誠煥
呉 誠煥（オ・ソンファン、朝鮮語: 오성환/吳誠煥、1906年 - 1980年11月15日）は、大韓民国の政治家。第2代韓国国会議員。本貫は海州呉氏。

## 経歴
東京大学法学部中退。韓国民族代表者大会代議員を務めた後、1950年の第2代総選挙に麻浦甲選挙区から大韓国民党所属で出馬して当選した。1980年に死去。